# Campeonato Maranhense de Futebol de 1995
O Campeonato Maranhense de Futebol de 1995 foi a 74º edição da divisão principal do campeonato estadual do Maranhão. O campeão foi o Maranhão que conquistou seu 11º título na história da competição. O artilheiro do campeonato foi Róbson, jogador do Maranhão, com 18 gols marcados.

## Premiação
| Campeonato Maranhense de 1995 |
| São Luís                      |
| ----------------------------- |
| Maranhão Campeão (11º título) |